# Dimitrie Gerota
Dimitrie Gerota (ur. 17 lipca 1867 w Krajowej, zm. 5 marca 1939 w Bukareszcie) – rumuński anatom, chirurg, urolog, radiolog. Członek Academia Română od 1916 roku.
Studiował na Uniwersytecie w Bukareszcie, tytuł doktora medycyny otrzymał w 1892 roku. W 1900 habilitował się z anatomii topograficznej. Od 1913 roku wykładał na macierzystej uczelni anatomię chirurgiczną i chirurgię doświadczalną. Wykładał również na Akademii Sztuk Pięknych w Bukareszcie, a jego uczniem był Constantin Brâncuși.
W listopadzie 1935 roku opublikował bardzo krytyczny wobec panującego króla Karola II artykuł Monarhie cu camarilă sau republică w gazecie „Universul”. Artykuł został ocenzurowany, a Gerota aresztowany i osadzony w bukareszteńskim więzieniu Malmaison. Po kilku dniach protestów studentów został zwolniony, by zostać aresztowanym ponownie w 1936 roku i osadzonym w więzieniu w Jilavie. Zmarł w 1939 w Bukareszcie.
Jego imieniem nazwano szpital wojskowy w Bukareszcie. W medycynie upamiętnia go eponim powięzi Geroty.

## Wybrane prace
- The Ecorché (1905)
- Apendicita. București, 1929